# Bánk bán (dráma)
Katona József ötszakaszos drámája, a Bánk bán a szerző legismertebb műve, illetve a magyar irodalomban is kiemelkedő helyet foglal el. A művet teljes terjedelmében 1848. március 23-án, pénteken adták elő a Pesti Magyar Színházban (a köztudatban élő, 15-i forradalmi előadás félbeszakadása miatt).

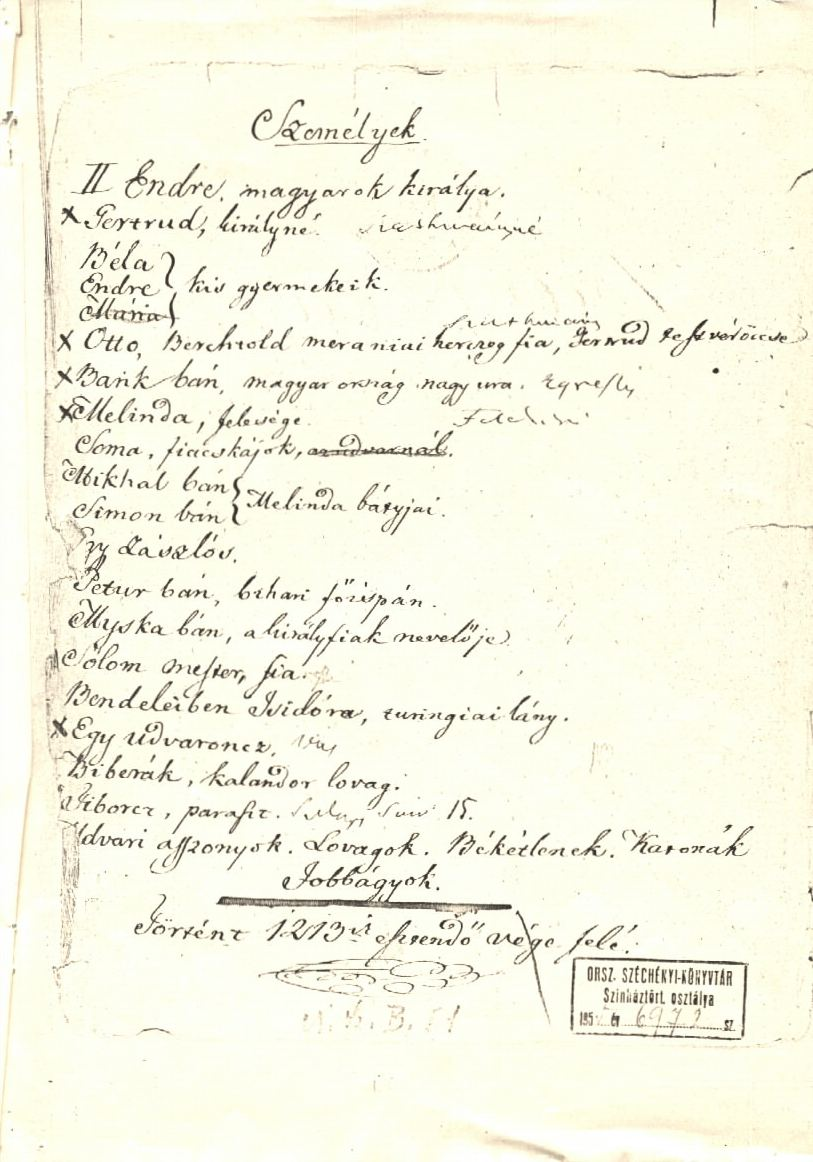
A szereplők a szerző kéziratában

## Szereplők

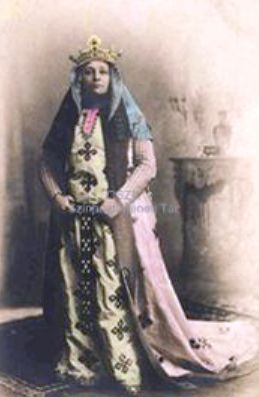
Jászai Mari mint Gertrudis

(a szerző eredeti kéziratát követve): 
- II. András, magyarok királya
- Gertrudis, királyné
- Béla, Endre, Mária – kisgyermekeik
- Ottó, Berchtoldnak, a merániai hercegnek a fia, Gertrudisnak testvéröccse
- Bánk bán, Magyarország nagyura
- Melinda, a felesége
- Soma, fiacskájok
- Mikhál bán, Simon bán – Melinda bátyjai
- Egy zászlósúr
- Petur bán, bihari főispán
- Myska bán, a királyfiak nevelője
- Solom mester,
- Bendeleiben Izidóra, türingiai leány
- Egy udvornik
- Biberach (Ottó embere), egy lézengő ritter [lovag]
- Tiborc, paraszt, „hűséges szolga”
- Zászlósurak, Vendégek, Udvornikok, Udvari asszonyok, Ritterek, Békétlenek; Katonák, Jobbágyok

## ABánk bántörténete

### Keletkezése
A Döbrentei Gábor irodalmár, akadémikus és munkatársai által alapított és szerkesztett folyóirat, az Erdélyi Múzeum legelső számában (1814-ben) pályázatot írt ki „Eredetiség s jutalomtétel” címmel, aminek az volt az értelme, hogy a mű, amellyel pályáznak, lehetőleg magyar történelmi eseményt dolgozzon fel, ill. ne imitálja a korabeli divatos nyugati műveket. A felhívás szándéka szerint (nem teljesen szó szerint idézve) „a közöttünk rejtőző Genie alkotóvágyának felserkentésére” irányult volna. Az első helyezettnek még konkrétabb „felserkentésként” pénzjutalmat is ígértek. A pályázat határideje egy év volt, vagyis 1815. szeptember végére kellett elkészülni vele. Valószínűleg erre az eseményre készült Katona műve, bár lehet, hogy már korábban írni kezdte; az bizonyos, hogy a pályázat hatására beküldte Kolozsvárra az ős-Bánk bánt (a Bánk bán első, korai és később átdolgozott változatát), noha lehetséges, hogy nem egyedül, hanem más drámái verses formára való átdolgozásával együtt (Jeruzsálem pusztulása). Az „ős-Bánk bán”-ból sokáig csak a Rosta című kritikából ismertek részleteket, 1913-ban azonban a teljes szövege is előkerült Maglódon; Császár Elemér irodalomtörténész, akadémikus vezetésével pedig még ugyanebben az évben ki is adták könyvformában.
A pályázat végül is lényegében eredmény nélkül zárult, ezen belül Katona műve is különösebb visszhang nélkül maradt. Témája egyébként viszonylag közismertnek volt tekinthető, különlegességnek semmiképp, drámatémaként már előzőleg több más alkotó is földolgozta. Viszont később (az ún. Jegyzés c. értekezésében, melyet a Bánk bán egyes könyvkiadásaihoz előszóként csatoltak) maga a szerző is elismerte, hogy ez az első változat még komoly dramaturgiai és költői hibákat, visszásságokként is értelmezhető megoldásokat tartalmaz: „gyengét írt”; a Prológus pedig „tele van ifjú vére gőzével, negéddel és feszelgéssel”.
A Bánk bán második, végleges változata 1819-re készült el, nyomtatásban egy évvel később, 1820-ban jelent meg. A darab kisebbfajta átdolgozására az késztette a szerzőt, hogy elolvastatta egy barátjával, Bárány Boldizsárral, aki megírta róla az első jelentős kritikát (c. Rosta), amely nemcsak a későbbi kritikákra hatott (noha egy ideig elveszettnek hitték), de Katonát is a benne foglalt tanácsok nagy részének megfogadására késztette. A mű két változata között a két érdemi különbség az, hogy Katona világosabbá tette Melinda elcsábítását az altató- és hevítőporok segítségével, ezáltal a drámában jóval kisebb szerepet kapott az akkoriban divatos „végzet-szerűségi” elem; ill. a drámai szereplők körét szorosabbra vonta, így lett Bánk köre, Gertrúd köre, illetve Endre köre. A történelmi hitelesség szempontjából is javult a darab, Katona ugyanis módosította a cselekmény időpontját.

### Kezdeti sikertelensége

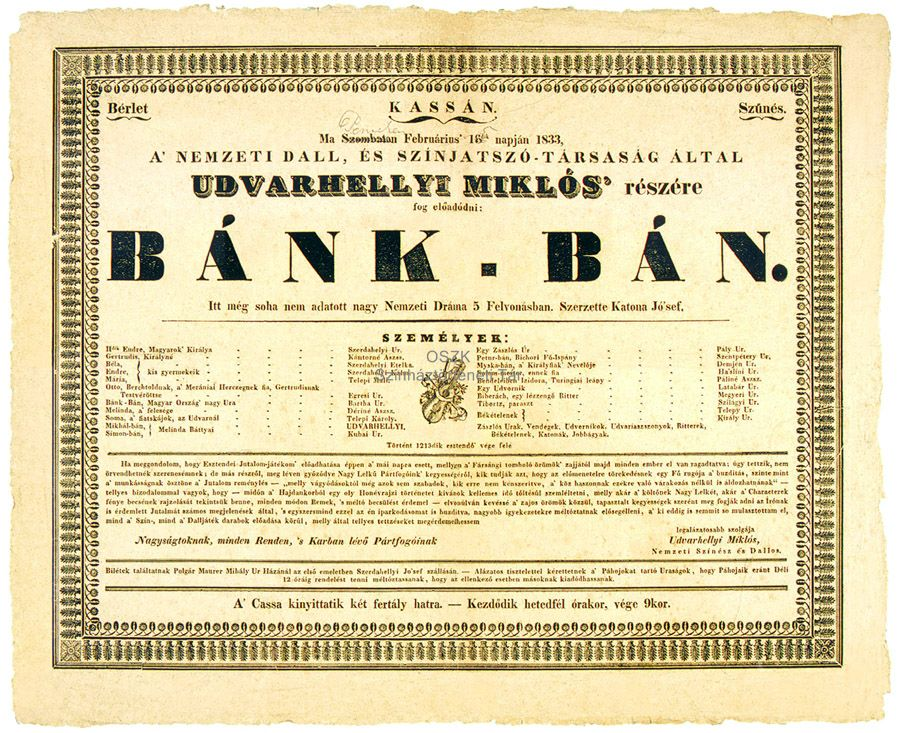
Bánk bán-szereposztás, 1833

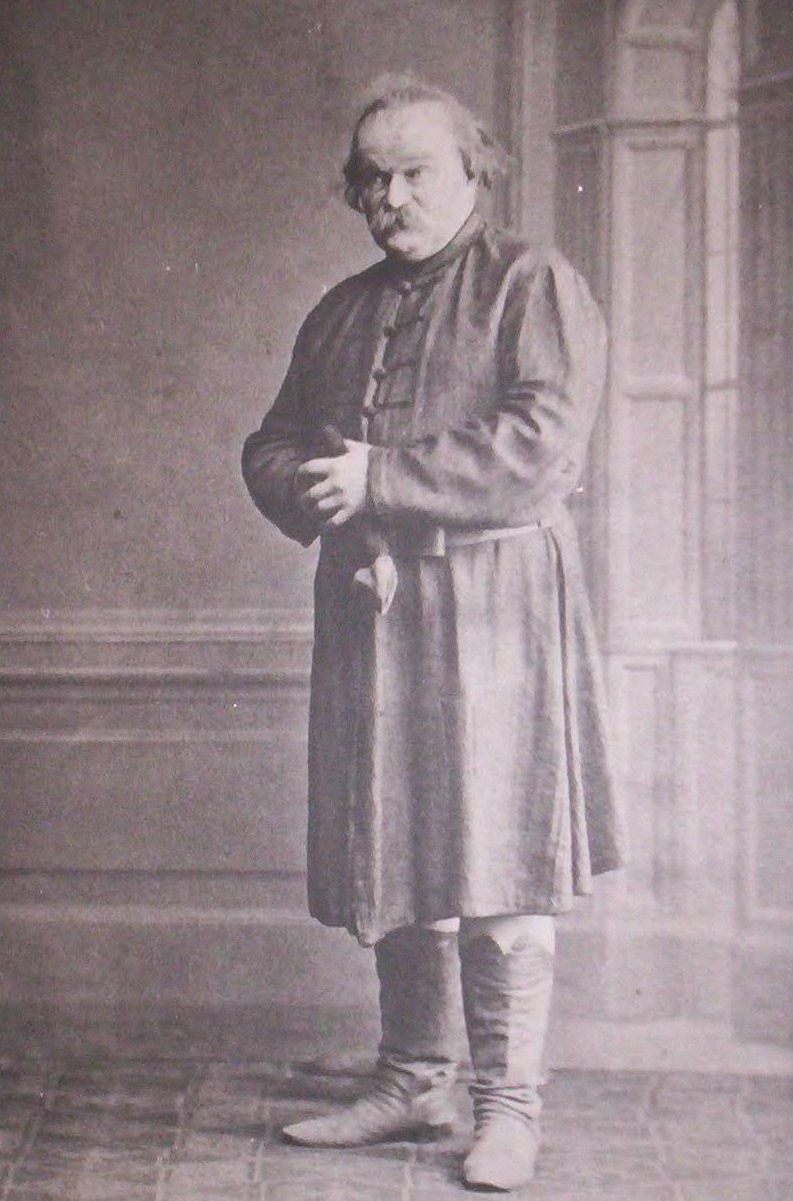
Kőszeghi Károly Tiborc szerepében a Bánk Bán ősbemutatóján

A szerző élete folyamán a cenzúra csak nyomtatott formában való megjelenését engedélyezte. A könyv első kiadása a Trattner kiadóhoz köthető. Színpadon csak a szerző halála után évekkel vált láthatóvá. Az ősbemutatóra 1833. február 15-én került sor Kassán. A cenzor indoklása szerint „Bánk nagysága elhomályosítja a királyi házét”. Ugyanakkor attól is tarthattak, hogy a darabot, különösen a benne szereplő uralkodógyilkosságot, propagandaként használhatják Habsburg- és királyságellenes mozgalmak támogatására.

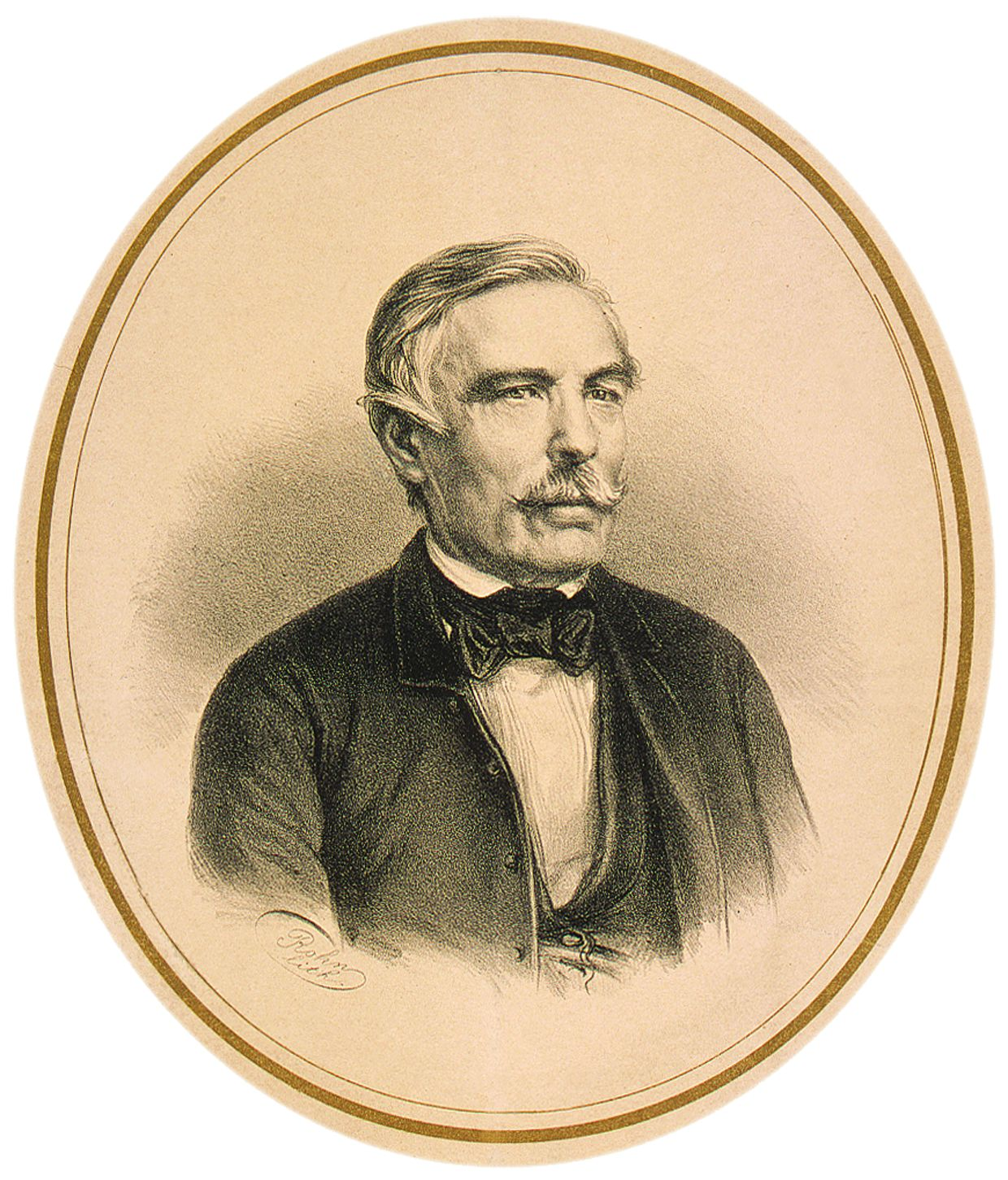
Udvarhelyi Miklós

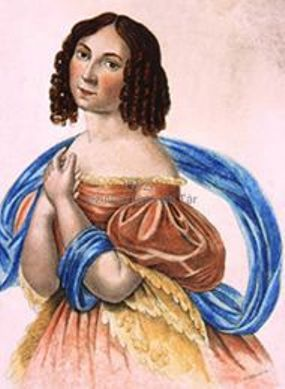
Déryné Széppataki Róza mint Melinda

Még Széchenyi István gróf is ezt jegyezte be naplójába az 1839. évi bemutató láttán: „Megfoghatatlan, hogy a kormány megengedi ily esztelenség előadását. Rossz, veszedelmes tendencia.”
Feltehetőleg a könyvnek is az érdektelenség lett osztályrésze, egészen az első előadásokig. Ezt látva, Katona elkeseredetten tette félre irodalmári ambícióit és vidékre visszaköltözve, jogászként folytatta életét.
Az ősbemutató a szerző barátjának, Udvarhelyi Miklósnak köszönhető, aki jutalomjátékként választotta a darabot a kassai színtársulat 1833. február 15-ei előadására. Ő írta le először a „remek” szót a darabról az előadás színlapján. A kassai társulat több csoportja különböző városokban (ld. lentebb) játszotta a drámát minden évben; a darabnak lassan híre ment; s a könyv iránt is jócskán megnőtt a kereslet.

### A Bánk bán lassú felfedezése
A harmincas években, lassan ugyan, mégis megkezdődött „a Bánk bán diadalútja”. Kassán, Kolozsvárott, Budán, Debrecenben tűnt fel műsoron 1833-tól kezdve, évenként egyszer az említett helyek sorrendjében; majd 1839. március 23-án játszották a Nemzeti Színházban, öt évig pihentették s csak 1845-től kezdve szerepelt e színház műsorán évenként is többször, hogy az abszolutizmus idején eltiltva, 1858. március 10-én végre megkezdhesse diadalmainak azóta szakadatlan útját.
A mű jelentőségét az is mutatja, hogy 1848. március 15-én a Nemzeti Színház díszműsorán ez a mű szerepelt (bár végül a forradalom egyéb eseményei miatt valószínűleg elmaradt az előadás). 1861-ben Erkel Ferenc dolgozta fel operává Egressy Béni szövegkönyve alapján.

## A műről